# Pădurani, Timiș
Pădurani este un sat în comuna Mănăștiur din județul Timiș, Banat, România. Este un mic sat cu o populație în declin, care se remarcă prin casele sale vechi de aproape un secol, construite cu pereți de stejar.

## Localizare
Pădurani se situează în estul județului Timiș, la circa 15 km nord-vest de orașul Făget, în zona de tranziție de la câmpie la deal (Dealurile Lipovei). Satul este străbătut de pârâul cu același nume. Este accesibil printr-un drum comunal care îl leagă la sud de satul Răchita și mai departe de Dumbrava și DN6, iar la nord cu Bunea Mare.

## Istorie
Din punct de vedere al numelui, satul Pădurani este un sat cu nume românesc, locuit dintotdeauna de români. Nu se cunoaște cu exactitate perioada în care a fost întemeiat, însă este atestat documentar pentru prima dată în 1514, în timpul răscoalei lui Gheorghe Doja. În 1776 Pădurani avea 29 case. În 1890 făcea parte din Comitatul Caraș-Severin, districtul Birchiș și avea 397 locuitori. O dată cu reorganizările administrativ-teritoriale, a trecut mai întâi în județul Caraș-Severin, plasa Birchiș, apoi în 1956 în Regiunea Timișoara, raionul Făget, comuna Remetea-Luncă, pentru ca în 1966 să treacă în componența comunei Mănăștiur, din care face parte și astăzi. Populația cea mai numeroasă a fost înregistrată în 1935, când la Pădurani locuiau 553 de suflete.
Satul Pădurani deține o curiozitate din arhitectura construcțiilor rurale. Cele 40 de case existente astăzi sunt construite cu pereți din lemn de stejar. Majoritatea caselor au o vechime de aproape un secol. Cele mai vechi case s-au ridicat la începutul secolului XX folosindu-se lemn cioplit, dupa care s-a utilizat scândură groasă obținută la un joagăr acționat de apa Begăi. Înainte de ultimul război mondial, în localitate erau 200 de case din lemn. Numărul acestora s-a redus însă treptat, odată cu îmbătrânirea locuitorilor și cu plecarea tineretului la orașe. Construirea caselor s-a justificat întâi datorită procurării mai ușoare a materialului, apoi datorită calităților izolatoare a acestuia, care conduc la păstrarea căldurii în interior, în timpul iernii, și a răcorii în lunile de vară.